# Acordo de Potsdam

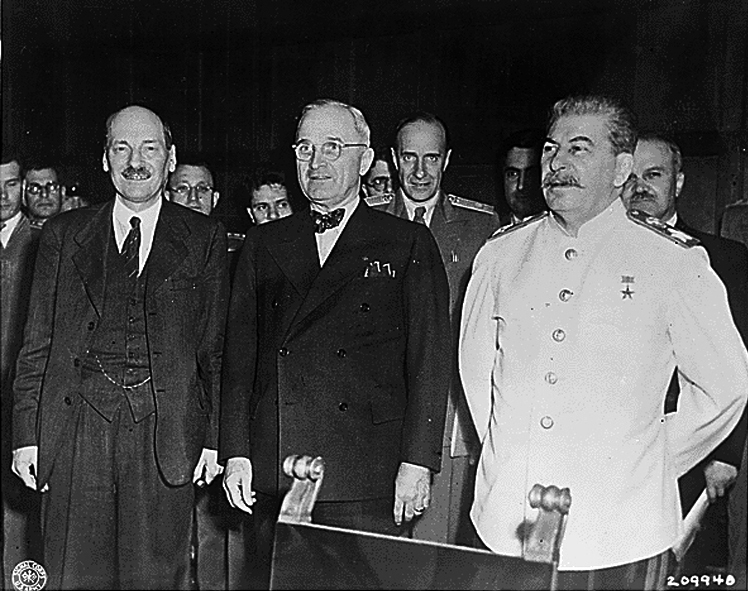
Os "Três Grandes": Attlee, Truman, Stalin

O Acordo de Potsdam (em alemão:  Potsdamer Abkommen) foi o acordo de agosto de 1945 entre três dos Aliados da Segunda Guerra Mundial: o Reino Unido, os Estados Unidos e a União Soviética. Dizia respeito à ocupação e reconstrução militar da Alemanha, suas fronteiras e todo o território europeu. Também abordou a desmilitarização, reparações e acusação de criminosos de guerra da Alemanha. Executado como comunicado, o acordo não era um tratado de paz de acordo com o direito internacional. Foi substituído pelo Tratado Dois Mais Quatro, assinado em 12 de setembro de 1990.
Como De Gaulle não havia sido convidado para a Conferência, os franceses resistiram à implementação dos Acordos de Potsdam em sua zona de ocupação. Em particular, os franceses se recusaram a reinstalar qualquer alemão expulso do leste. Além disso, os franceses não aceitaram nenhuma obrigação de cumprir o Acordo de Potsdam nos trabalhos do Conselho de Controle Aliado; em particular resistindo a todas as propostas para estabelecer políticas e instituições comuns em toda a Alemanha, para evitar o surgimento de um eventual governo alemão unificado.